# Shui írás

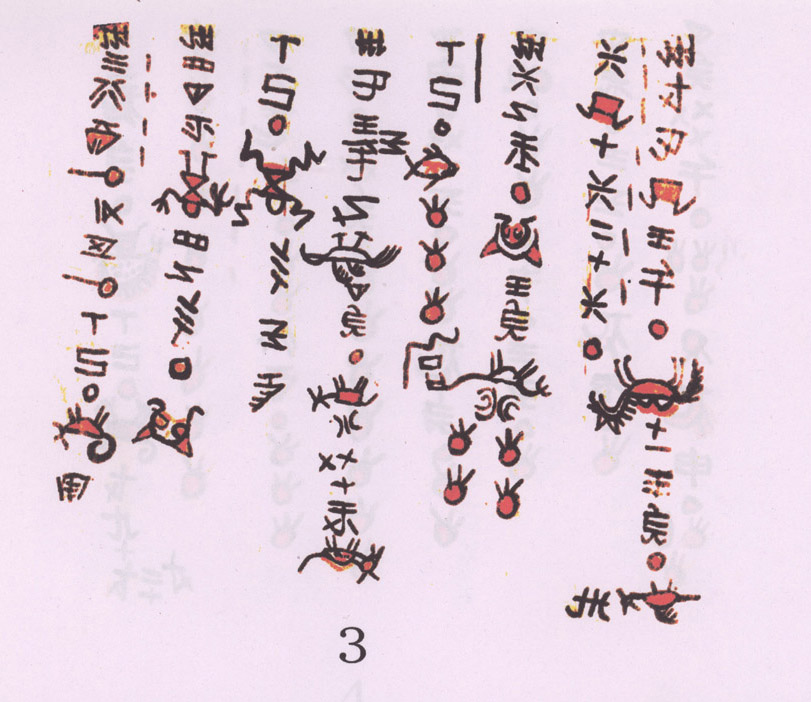
Shui írás

A shui írás a shui papok által használt írás, shui nyelven  „sui” , „ai sui”, „pu sui”-nak nevezik. Ezzel az írással jóslatokat, imádságokat jegyeztek le.
Az írás képjelekből, valamint kínai írásjegyekből áll. Ez utóbbiakat vagy eredeti formájukban, vagy megváltoztatva vették át. Az írásjegyek száma 400-450, de ezeken kívül összetett jelek és többjelentésű képjelek is találhatóak. Például az ember (zǝn) képjele férfit (ȶum),  illetve nőt  (ȵan) is jelenthet.
Shui képjelek

Shui és kínai számok